# Martovce
Martovce (dříve Martoš, maďarsky Martos) jsou obec na Slovensku v okrese Komárno. Žije v nich 692 obyvatel. První písemná zmínka o vesnici pochází z roku 1438.

## Přírodní poměry
V katastrálním území obce leží přírodní rezervace Martovská mokraď a zasahuje do něj část přírodní rezervace Alúvium Žitavy.

## Pamětihodnosti
- Reformovaný kostel z let 1898-1899, jednolodní neoklasicistní stavba s pravoúhlým závěrem a představenou věží. Je postaven na základech barokního kostela z roku 1732.
- Rolnický dům (č. 139) z roku 1871, lidová jednopodlažní pětiprostorová stavba na půdorysu obdélníku. Dům postavený z hlíny má bělené fasády se segmentově ukončenými okny s kovovými okenicemi a sedlovou střechu pokrytou slámou. Rolnický dům dnes spravuje Podunajské muzeum v Komárně a slouží jako muzeum.